# Östra Gäddsjön
Östra Gäddsjön är en sjö i Hällefors kommun i Västmanland och ingår i Göta älvs huvudavrinningsområde. Sjön har en area på 0,181 kvadratkilometer och ligger 190,2 meter över havet.

## Delavrinningsområde
Östra Gäddsjön ingår i det delavrinningsområde (663398-143133) som SMHI kallar för Utloppet av Norr-Älgen. Medelhöjden är 210 meter över havet och ytan är 40,82 kvadratkilometer. Räknas de 22 avrinningsområdena uppströms in blir den ackumulerade arean 373,78 kvadratkilometer. Sikforsån som avvattnar avrinningsområdet har biflödesordning 3, vilket innebär att vattnet flödar genom totalt 3 vattendrag innan det når havet efter 361 kilometer. Avrinningsområdet består mestadels av skog (63 procent). Avrinningsområdet har 11,25 kvadratkilometer vattenytor vilket ger det en sjöprocent på 27,5 procent.